# Дуду, Ибтиссем
Ибтиссем Дуду (араб. ابتسام دودو‎; 20 ноября 1999) — алжирская спортсменка, специализируется на вольной борьбе. Призёр Африканских игр, многократный призёр чемпионатов Африки.

## Карьера
В конце августа 2019 года в Рабате стала бронзовым призёром Африканских игр. В начале февраля 2020 года стала бронзовым призёром чемпионата Африки в Алжире. В мае 2022 года в марокканской Эль-Джадиде во второй раз завоевала бронзу чемпионата Африки. В середине мая 2023 года в тунисском Хаммамете в третий раз стала обладателем бронзовой медали на континентальном чемпионате. В середине марта 2024 года в египетской Александрии она в четвёртый раз подряд завоевала бронзу чемпионата Африки. В конце марта 2024 года на африкано-океанском квалификационном турнире по вольной борьбе в той же Александрии ей удалось добыть лицензию на Олимпийские игры в Париж.

## Достижения
- Африканские игры 2019 — ;
- Чемпионат Африки по борьбе 2020 — ;
- Чемпионат Африки по борьбе 2022 — ;
- Чемпионат Африки по борьбе 2023 — ;
- Чемпионат Африки по борьбе 2024 — ;